# Alter Echo (album)
Alter Echo er fjerde studiealbum af den danske rockgruppe Dizzy Mizz Lizzy. Albummet udkom 20. marts 2020 og er udgivet af Columbia Records og Sony Music.

## Spor
Alt tekst skrevet af Tim Christensen og Marcus Winther-John, alt musik komponeret af Tim Christensen.
| #   | Titel                                            | Længde |
| --- | ------------------------------------------------ | ------ |
| 1.  | "The Ricochet"                                   | 3:37   |
| 2.  | "In the Blood"                                   | 4:24   |
| 3.  | "Boy Doom"                                       | 5:27   |
| 4.  | "The Middle"                                     | 4:22   |
| 5.  | "California Rain"                                | 2:45   |
| 6.  | "Amelia Part 1: Nothing They Do They Do for You" | 2:57   |
| 7.  | "Amelia Part 2: The Path of Least Existence"     | 3:47   |
| 8.  | "Amelia Part 3: Lights Out"                      | 3:43   |
| 9.  | "Amelia Part 4: All Saints Are Sinners"          | 2:34   |
| 10. | "Amelia Part 5: Alter Echo"                      | 4:44   |

| 11. | "Madness" | 4:44 |

## Hitliste
| Hitliste (2020)        | Højeste placering |
| ---------------------- | ----------------- |
| Danmark (Album Top-40) | 2                 |
| Japan (Oricon)         | 35                |